# Бамбукови лемури
Бамбуковите лемури (Hapalemur) са род полумаймуни от семейство Лемурови. Както всички лемури се срещат само на остров Мадагаскар и на външен вид приличат на същинските лемури, но имат по-къса муцуна и заоблени, окосмени уши. Дължината на тялото им варира от 25 до 46 cm. при различните видове, а опашката им е дълга още толкова и дори повече от тялото. На тегло достигат до 2,5 kg.
Бамбуковите лемури живеят във влажни гори където расте бамбук и както говори наименованието им, това е основната им храна. Остава загадка обаче как точно тези животни се справят с високото съдържание на цианиди в бамбука който ядат. Най-активни са в часовете след залез и живеят както по дърветата, така и на земята. Лемурът Бандро или Алаотрански тръстиков лемур (Hapalemur alaotrensis), който се среща в папирусовите масиви на езерото Алаотра (Североизточен Мадагаскар) е и единственият лемур, който плува отлично и прекарва доста време във водата.
Живеят на неголеми групи (от 3 до 6 индивида) които вероятно представляват семейства от един мъжки, няколко женски и тяхното потомство. Звуците чрез които общуват са кратки, ниски хрипове, звучащи като грухтене.

## Видове
- Hapalemur griseus – Сив бамбуков лемур, източен бамбуков лемур
- Hapalemur meridionalis (Hapalemur griseus ssp.) – Южен бамбуков лемур
- Hapalemur occidentalis (Hapalemur griseus ssp.) – Западен бамбуков лемур
- Hapalemur alaotrensis – Алаотрански тръстиков лемур, бандро
- Hapalemur aureus – Златист бамбуков лемур

Към бамбуковите лемури се отнася и единствения представител на род Prolemur: Широконосият или Голям бамбуков лемур (Prolemur simus).